# Nagtipunan
Nagtipunan is een gemeente in de Filipijnse provincie Quirino in het noordoosten van het eiland Luzon. Bij de laatste census in 2007 had de gemeente ruim 20 duizend inwoners.

## Geografie

### Bestuurlijke indeling
Nagtipunan is onderverdeeld in de volgende 16 barangays:
| - Anak - Asaklat - Dipantan - Dissimungal - Guino - La Conwap - Landingan - Mataddi | - Matmad - Old Gumiad - Ponggo - San Dionisio II - San Pugo - San Ramos - Sangbay - Wasid |

## Demografie
Nagtipunan had bij de census van 2007 een inwoneraantal van 20.443 mensen. Dit zijn 3.416 mensen (20,1%) meer dan bij de vorige census van 2000. De gemiddelde jaarlijkse groei komt daarmee uit op 2,55%, hetgeen hoger is dan het landelijk jaarlijks gemiddelde over deze periode (2,04%). Vergeleken met de census van 1995 is het aantal mensen met 7.934 (63,4%) toegenomen.

De bevolkingsdichtheid van Nagtipunan was ten tijde van de laatste census, met 20.443 inwoners op 1588,92 km², 12,9 mensen per km².